# کژکوته
کژکوته (به لهستانی:  Krzekoty) یک روستا در لهستان است که در گمینا للکووو واقع شده‌است. کژکوته  ۷۰ نفر جمعیت دارد.